# داء ثيلر
داء ثيلر هو التهاب كبد فيروسي يصيب الخيول. وهو أحد أهم الأسباب لالتهاب الكبد الحاد وفشل الكبد لدى الخيول.

## العلامات والأعراض
تبدأ الأعراض والعلامات بدايةً سريعةً على مدى 2-7 أيام، يحدث أولًا فقدان الشهية والخمول وفرط بيليروبين الدم (ظهور اليرقان وتغير لون البول). يمكن أن تحدث أيضًا علامات اعتلال الدماغ الكبدي (ترنح، عمى، عدوانية، غيبوبة) وحمى. تشمل العلامات الأخرى التهاب الجلد الضوئي، الأهبة للنزف، الوذمة المعتمِدة، القولنج (المغص). سبب القولنج غير معروف، ويعتقد أنه الانخفاض السريع في حجم الكبد، وزيادة خطر انحشار المعدة. نادرًا ما يحدث فقدان الوزن.

## السبب
نتجت النظرية الأحدث عن نتائج دراسة جديدة تشير إلى أن سبب المرض فيروس من جنس بيجيفايروس (فيروسات رنا وحيدة السلسلة من عائلة الفيروسات المصفرة)، يشار إلى هذا الفيروس باسم الفيروس المرتبط بداء ثيلر. خضعت ثمانية خيول تلقت سابقًا مضادات سموم البوتولينوم الوقائية وظهرت عليها لاحقًا علامات الإصابة بداء ثيلر لاختبارات كشف الفيروس عن طريق تقنيات تسلسل الحمض النووي الريبي. حين كُشف الفيروس المرتبط بداء ثيلر لدى تلك الخيول، حُقن المصدر الأصلي للفيروس (مضاد سموم البوتولينيوم) في أربعة خيول سليمة، فظهر ارتفاع في أنزيمات الكبد لدى حصان واحد وارتفعت مستويات الفيروس المرتبط بداء ثيلر لدى الأحصنة الأربعة، ما يدل على أن الفيروس يمكن أن ينتشر عن طريق الحقن. أظهر قياس مستويات الفيروس في الخيول المصابة أولًا أن المرض يمكن أن يصبح مزمنًا، إذ بقي الفيروس موجودًا بمستويات منخفضة لدى بعض الخيول بعد عام واحد من الإصابة الأولية. ظلت جميع الخيول التي كانت سلبية في البداية سلبية، ما يشير إلى أن الانتقال الأفقي للفيروس سيئ.
لم تظهر علامات الإصابة الكبدية على جميع الخيول التي حُقنت بالفيروس، لذلك يُرجح أن تكون الإصابة تتطلب وجود عوامل إضافية مثل فرط الحساسية المناعية أو العدوى بعوامل ممرضة أخرى.

## التشخيص
في الوقت الحاضر لا يمكن وضع تشخيص نهائي إلا عن طريق خزعة الكبد أو الفحص بعد الوفاة. بما أن الفيروس المتهم قد عُزل، من المتوقع أن يصبح التشخيص ممكنًا قريبًا عن طريق فحص مصلي أو تفاعل البلمرة المتسلسل أو الزرع الفيروسي. عند التشريح، يكون الكبد صغيرًا ورخوًا وبمظهر «قماشة الأطباق». يكون سطحه مرقشًا وملطخًا بالصفراء. يظهر بالفحص المجهري نخر الخلايا الكبدية الفصيصي المركزي وفي منتصف المنطقة وارتشاح نووي أحادي خفيف إلى متوسط. قد يظهر تكاثر خفيف إلى متوسط في القناة الصفراوية. في التصوير الشعاعي، يكون الكبد متقلصًا ويصعب تصويره بالموجات فوق الصوتية. يمكن أن يُشاهد الحبن أيضًا.

## الفحوصات المختبرية
السمة المختبرية المهمة هي ارتفاع مستويات غاما غلوتاميل ترانسفيراز (100-300 وحدة دولية/لتر)، وناقلة أمين الأسبارتات (>1000 وحدة دولية/لتر) ونازعة هيدروجين السوربيتول، ويشير ارتفاع مستويات ناقلة أمين الأسبارتات أكثر من 4000 وحدة دولية/لتر إلى سوء الحالة. يظهر أيضًا ارتفاع في مستويات البيليروبين غير المقترن والكلي، والأحماض الصفراوية في الدم. قد يحدث حماض معتدل إلى شديد، وزيادة في عدد الكريات البيضاء، وكثرة الحمر في الدم، وزيادة كيناز الكرياتين، وفرط أمونيا الدم، ويمكن أن يحدث انحلال الدم في المرحلة النهائية. يطول زمن البروثرومبين وزمن الثرومبوبلاستين الجزئي. قد يظهر لدى الخيول ذات الإصابة تحت السريرية ارتفاع في إنزيمات الكبد دون أي علامات سريرية أخرى. نادرًا ما ينخفض سكر الدم لدى الخيول، لكن مراقبة مستوى الغلوكوز في الدم مثالية لتحديد الخيول التي يمكن أن تستفيد من إعطاء الغلوكوز.

### التشخيص التفريقي
التشخيص التفريقي واسع جدًا ويشمل:
- التهاب الكبد الخمجي الحاد
- التسمم الفطري الحاد
- التسمم الحاد بالبيروليزيدين
- انحلال الدم
- السموم الكبدية

## العلاج
لا يوجد حاليًا علاج نوعي. قد يساعد إعطاء السوائل الوريدية وعلاج اعتلال الدماغ الكبدي. يمكن أن تساعد زيادة الأحماض الأمينية متفرعة السلسلة في الغذاء وإعطاء وجبات غذائية منخفضة البروتين في تخفيف علامات اعتلال الدماغ الكبدي، ويُحقق ذلك عن طريق التغذية بكميات صغيرة من الحبوب و/أو لب البنجر، وإزالة الأعلاف عالية البروتين مثل البرسيم. الرعي على العشب غير البقولي مقبول في أواخر الصيف أو الخريف، ويجب السماح للحصان بتناول الطعام في المساء فقط لتجنب التحسس الضوئي. بسبب خطر انحشار المعدة، يجب مراقبة حجم المعدة.
يجب تجنب استخدام المركنات إلا في حال الحاجة للتحكم بالسلوك الذي قد يؤدي إلى تأذي الحيوان أو للمساعدة بتقديم الإجراءات العلاجية، ويفضل استخدام مهدئ لا ينتمي إلى فئة بنزوديازيبين. يجب تجنب إزعاج الحيوان وإثارة خوفه إذا كان ذلك ممكنًا. قد يلزم نقل البلازما في حال حدوث نزف تلقائي، لتعويض عوامل التخثر. توصف المضادات الحيوية في بعض الحالات لمنع انتقال الجراثيم من الأمعاء. يمكن إعطاء مضادات الأكسدة مثل فيتامين إي وفيتامينات بي والأسيتيل سيستئين. يُعالج ارتفاع الأمونيا في الدم باستخدام نيومايسين عن طريق الفم، بالإضافة إلى لاكتولوز وميترونيدازول والبروبيوتيك، لتقليل إنتاج الأمونيا وامتصاصها من الجهاز الهضمي.